# Lunarium Promontorium
Lunarium Promontorium (Λουνάριον ἄκρον) fou el nom llatí d'un cap de la costa del país el betuls, a la Tarraconense, que probablement correspon al cap de Montgat al nord-est de Barcelona.